# 시인을 위하여
《시인을 위하여》는 한국방송공사 1TV 특집드라마이다.

## 기획의도
시인 지망생에게 환상속의 소녀가 나타나는 이야기

## 제작진
- 극본 : 오수연
- 연출 : 김재현

## 출연진
- 변희봉
- 양재원
- 윤다훈
- 황인정